# Heart’s Content

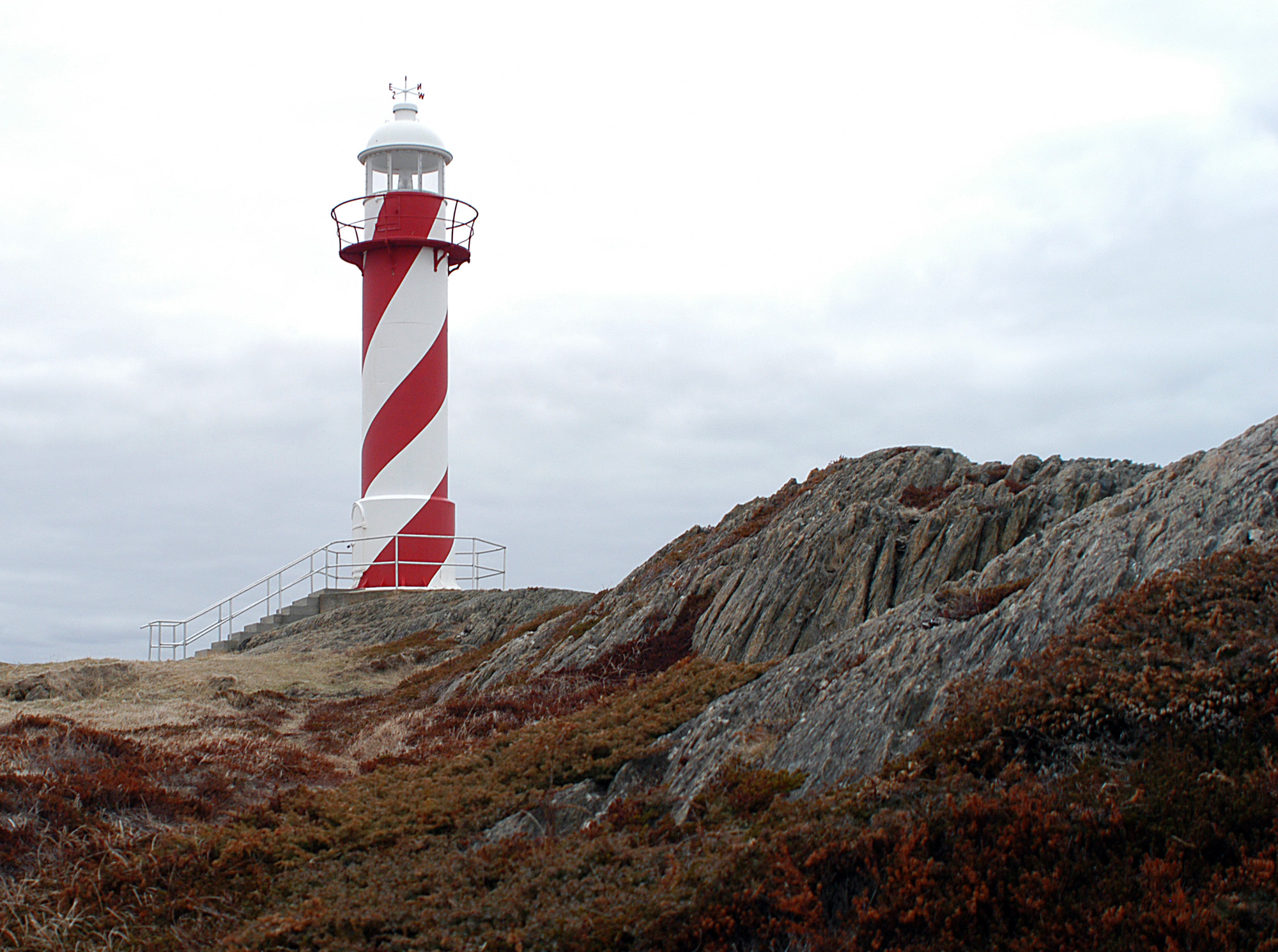
Der Leuchtturm von Heart’s Content ist zugleich ein Wahrzeichen des Orts (2010)

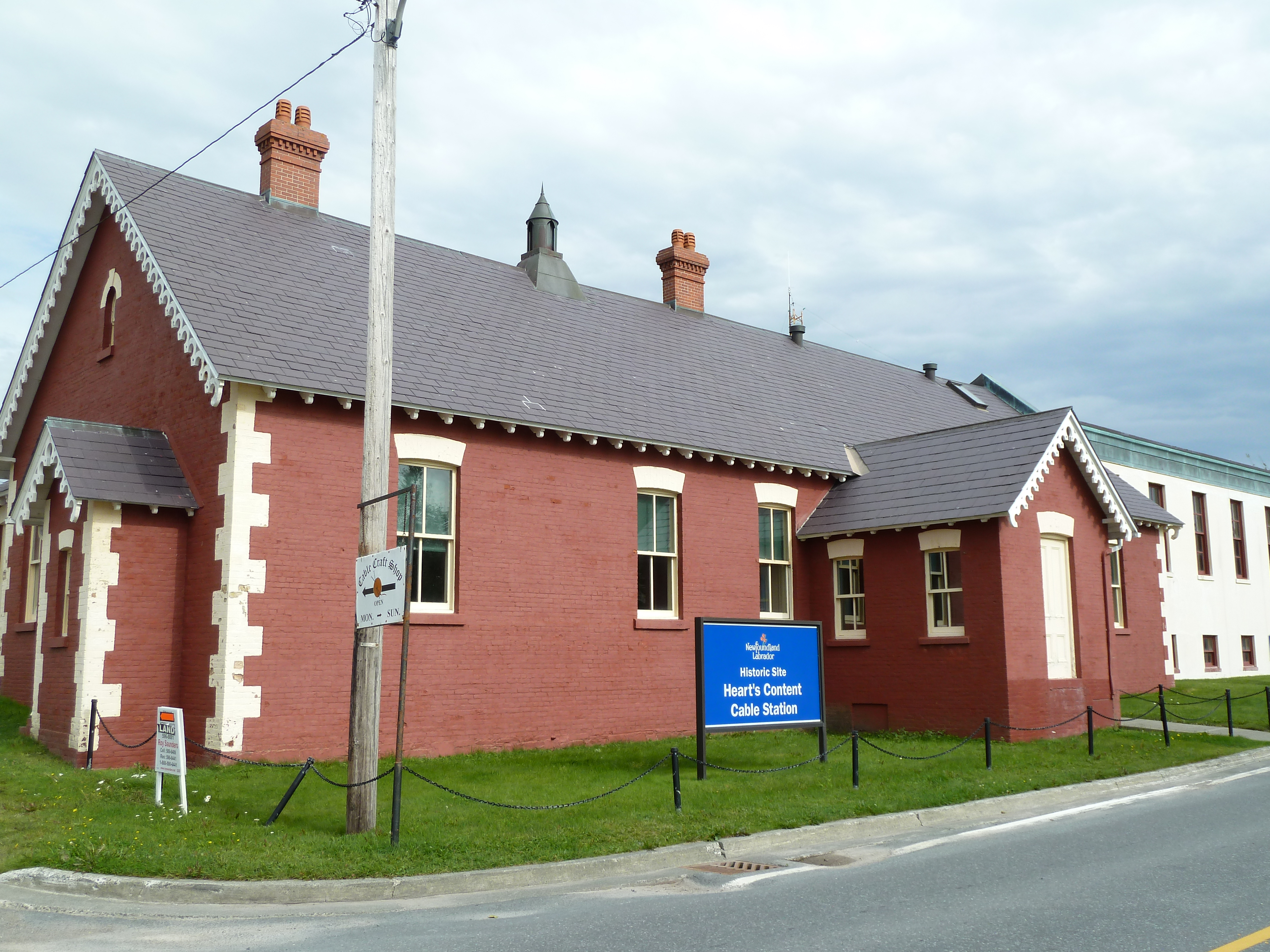
Die einstige Telegrafenstation ist heute ein Kulturdenkmal (2012)

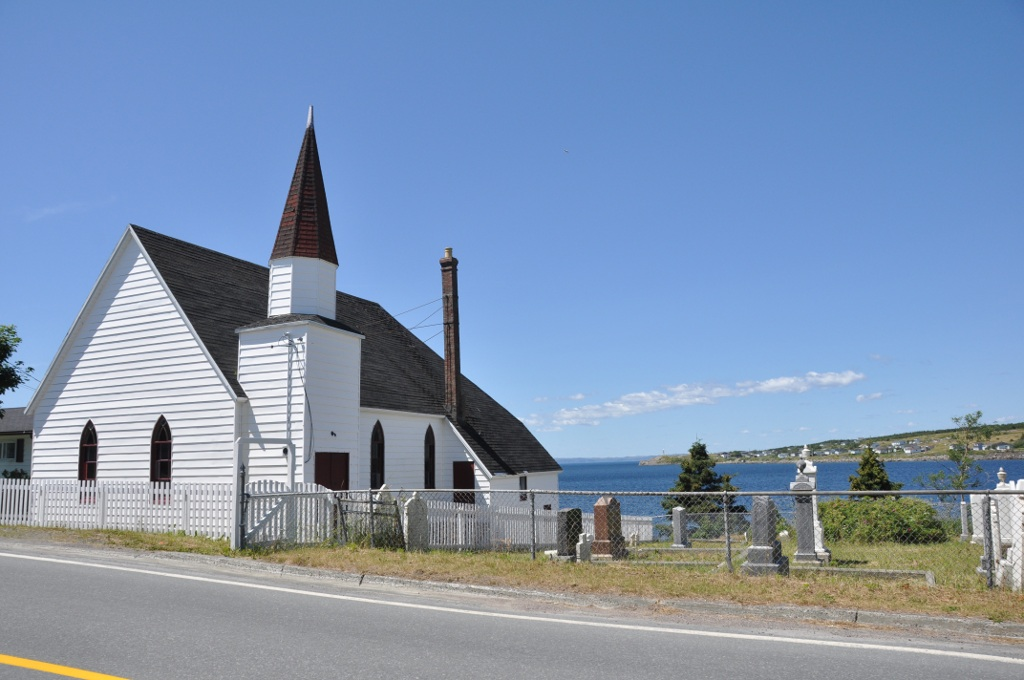
Die Heyfield Memorial United Church von Heart’s Content (2013)

Heart’s Content ist eine kanadische Stadt (englisch town) auf der Halbinsel Avalon, dem östlichsten Teil von Neufundland. Sie liegt als Hafenstadt an einem in die Trinity Bay mündenden Naturhafen und ist eine der geschichtsträchtigsten Gemeinden der Provinz Neufundland und Labrador.

## Geschichte
Zum ersten Mal erwähnt im Jahr 1612 von John Guy (1568–1629), dem ersten Gouverneur der englischen Kolonie Neufundland, als ein „ausgezeichneter Ort zum Angeln“, entwickelte sich Heart’s Content in den folgenden Jahrhunderten zu einer blühenden Gemeinde für Fischer und Bauern. Es entstanden Unternehmen, Kirchen und Schulen sowie neben dem Seehafen auch Werften. Gegen Ende des 19. Jahrhunderts erfolgte der Anschluss an das Eisenbahnnetz der Newfoundland Railway, einer von 1881 bis 1988 existierenden Schmalspurbahn mit einer Spurweite von 3½ Fuß, entsprechend 1066,8 mm, die die gesamte Insel Neufundland erschloss.
Größten Einfluss auf die Entwicklung der Stadt hatte die Anlandung des transatlantischen Telegrafenkabels im Jahr 1866, das Nordamerika mit Europa verband. Hierdurch und durch die dazugehörige Telegrafenstation, die Heart’s Content Cable Station (Bild), wurde sie für die nächsten rund hundert Jahre zum internationalen Knotenpunkt der Telekommunikation.
Heart’s Content entwickelte sich zu einer modernen Industriestadt mit neuen kulturellen, gesellschaftlichen und sozialen Angeboten. Technik, Kunst, Literatur, Musik und Sport blühten auf. Heute ist die einstige Telegrafenstation ein Kulturdenkmal (englisch historic site) und kann während der Sommermonate besichtigt werden.